# Pablo Rey
Pablo Gabino Rey Sendón (conocido artísticamente como Pablo Rey) es un artista pintor español nacido en Barcelona en 1968. 

## Inicios
De familia de artistas, se inicia en el arte de la pintura de la mano de su padre, el reputado pintor realista Gabino Rey. Es licenciado en Bellas Artes por la Universidad de Barcelona.

## Trayectoria
En 1989 recibe el premio "Talens", concedido en el concurso de pintura joven de la galería Sala Parés de Barcelona y en 1992 el premio “Raimon Maragall i Noble", en el mismo certamen. En 1994 la Universidad de Barcelona adquiere, en convocatoria abierta, una de sus obras para la colección Patrimonio. En sus primeras obras se manifiesta como un pintor neoexpresionista que evolucionará hacia la abstracción.
En 1996 se traslada a vivir y trabajar a Nueva York. En 1997 participa en The Grammercy International Art Fair de Nueva York, con la galería Pierogi 2000 y es seleccionado junto a otros artistas de Nueva York para participar en la exposición "New Tide", en el Williamsburg Art & Historical Center de Brooklyn, Nueva York. En 1998 es seleccionado junto a Juan Uslé, Francisco Leiro Lois, Pello Irazu, Antonio Murado, Victoria Civera y otros artistas para participar en la película documental "98 EN NY", producida por canal +, sobre artistas españoles en Nueva York.
En 1999 viaja en coche desde Nueva York a Tejas, de este viaje realiza una serie de obras tituladas NY-TX, que expondrá en la galería Holland Tunnel Art Projects de Nueva York en el mes de junio de 2000. En 2004 realiza la exposición: "Dos pintores sobre un mismo lienzo", con el pintor Luis Trullenque, en el castillo de Benedormiens de Castillo de Aro en Gerona.
En 2005 en la presentación de la exposición “Estados Complementarios” en la Galería Carmen Tatché, el filósofo y sociólogo del arte Arnau Puig presentó el texto-catálogo "La pintura en libertad y la libertad de pintar de Pablo Rey", texto introductorio a la obra y concepto estético del trabajo del artista de Barcelona, a partir y basándose en la serie de pinturas de dicha exposición. En el mismo acto la crítica e historiadora del arte Pilar Giró afirmó que "Pablo Rey es una voz singular dentro del panorama artístico internacional y ha sabido conciliar de forma especial racionalidad y lirismo en su obra".
En el año 2009, realiza la exposición "Conjuncions", tres pintores sobre el mismo lienzo, con Alex Pallí y Luis Trullenque. Exposición que se inaugurará ese verano en el antiguo monasterio de Sant Feliu de Guíxols y en 2011 viajará a la Casa de Cultura de Gerona.
En el año 2013 realiza un exposición individual titulada 'Recent Work' en la Fundació Casa Josep Irla, de Sant Feliu de Guíxols, Costa Brava, Gerona y en el año 2014 participa en la exposición 'Framed', en la galería Holland Tunnel de Nueva York.

## Exposiciones destacadas
El pintor catalán ha realizado gran número de exposiciones, entre las que cabe destacar las del Williamsburg Art & Historical Center de Brooklyn, Nueva York; 76Varick Gallery de Nueva York; Gallery of The Nederlandche Bank de Ámsterdam; IX Bienal de Arte Ciudad de Oviedo; Holland Tunnel Art Projects de Nueva York; Lewisham Art House de Londres y Mundo Art Gallery, en Laren, Ámsterdam.

## Galería
Selección de obras destacadas de diferentes épocas en la carrera del artista barcelonés.

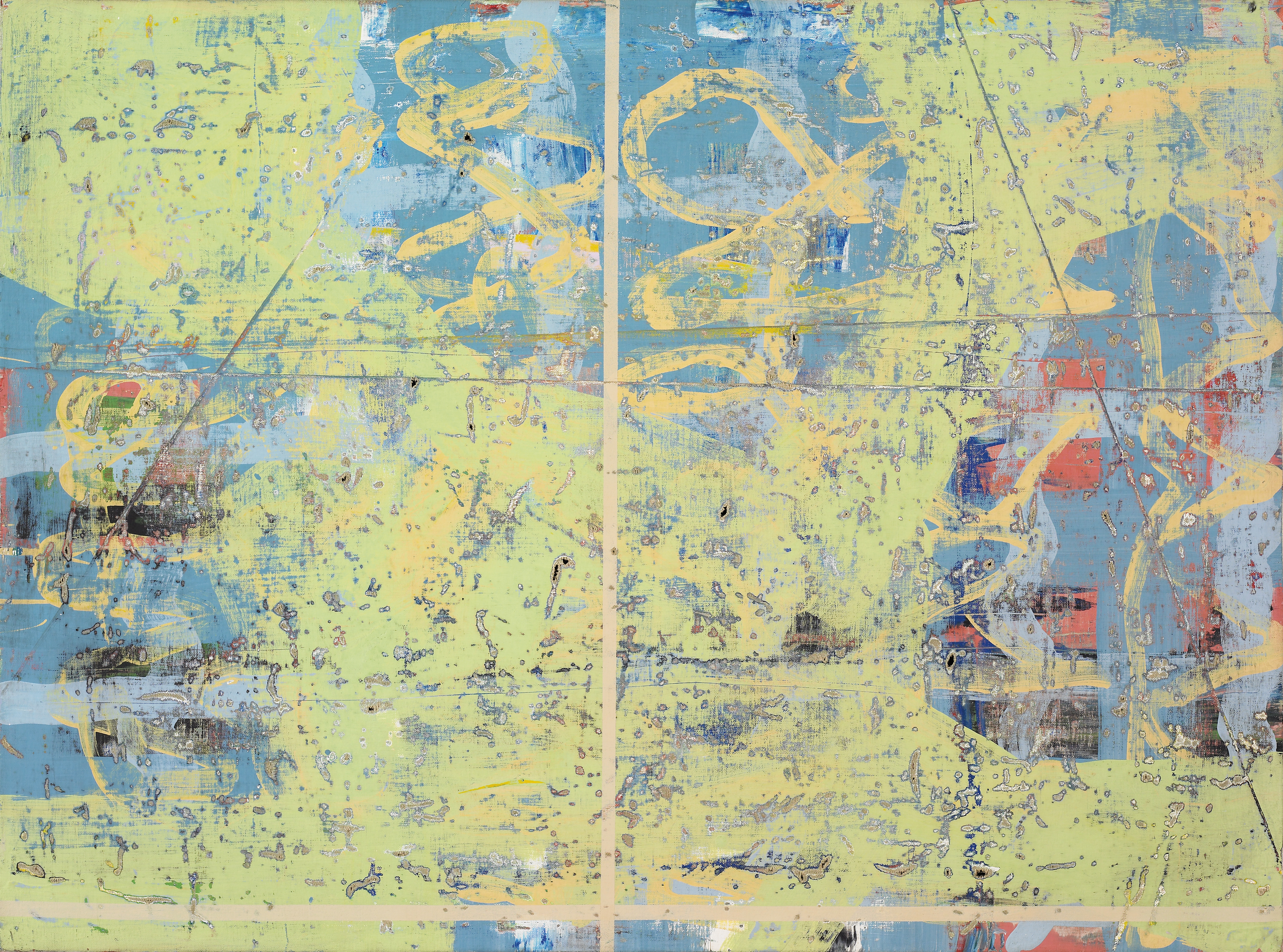
Pablo Rey, Green Stain, Brooklyn, NY 1996
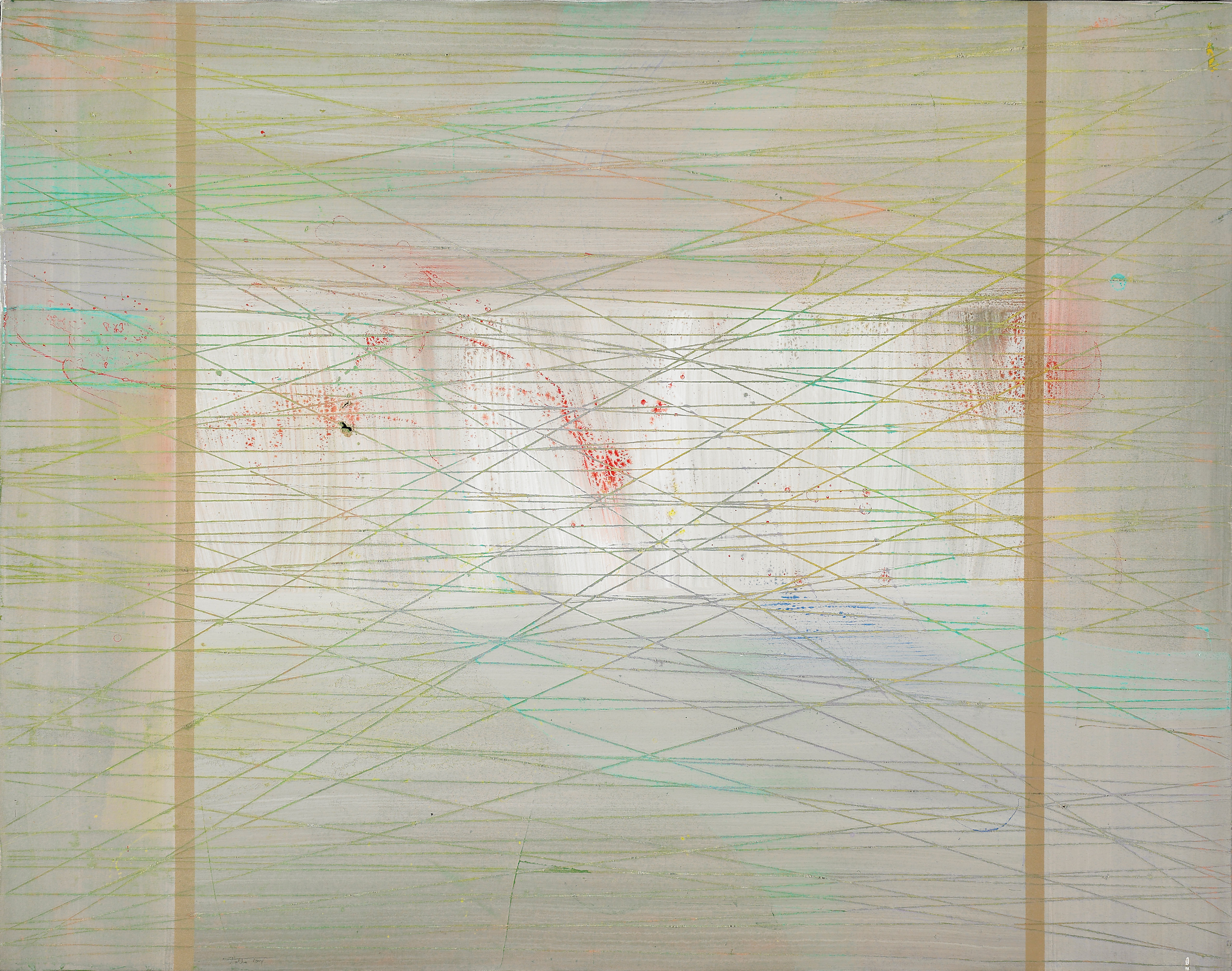
Pablo Rey, Sueño en el puente de Brooklyn, Williamsburg, bklyn, NY 1997
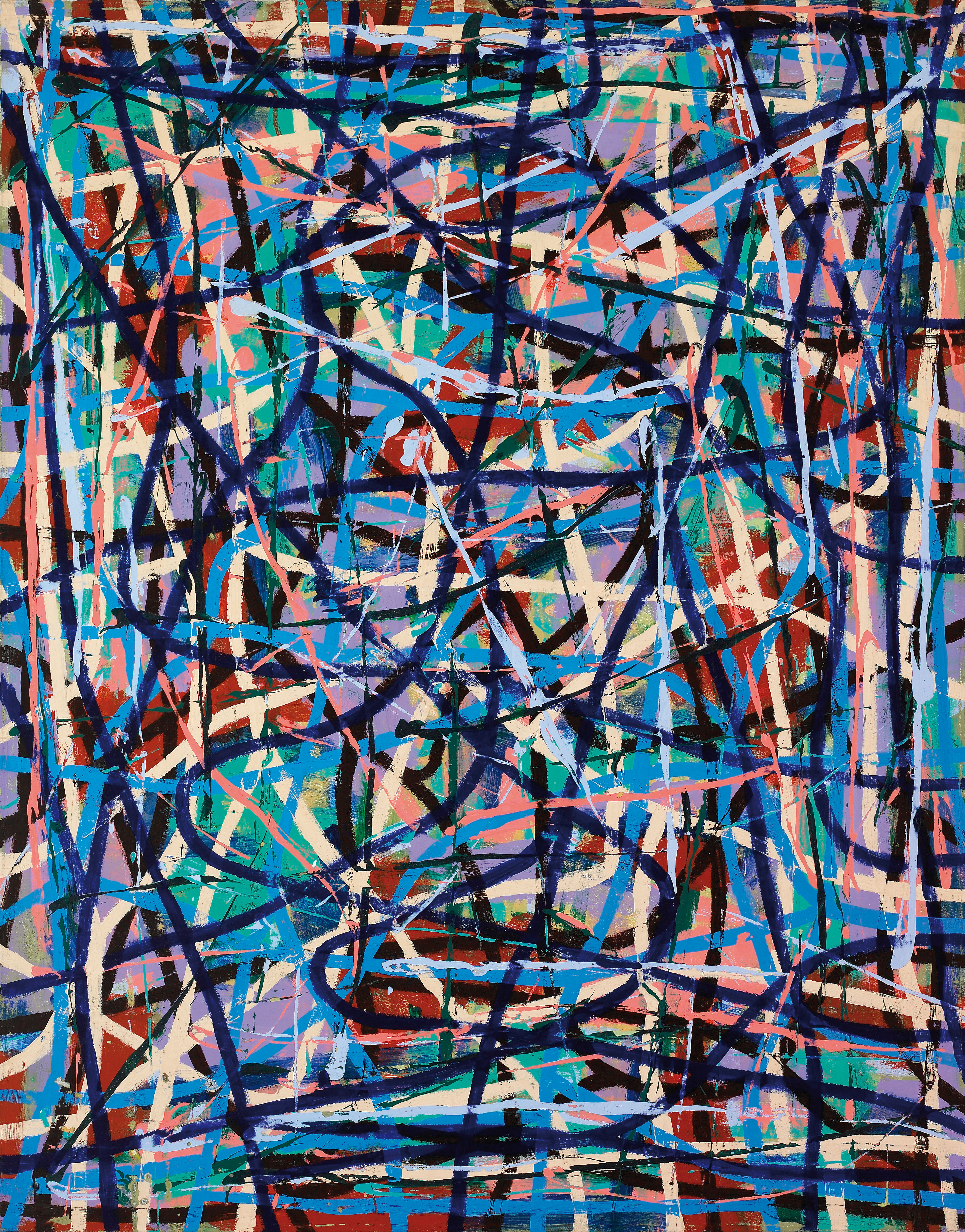
Pablo Rey, Correction 40, NY, 1998
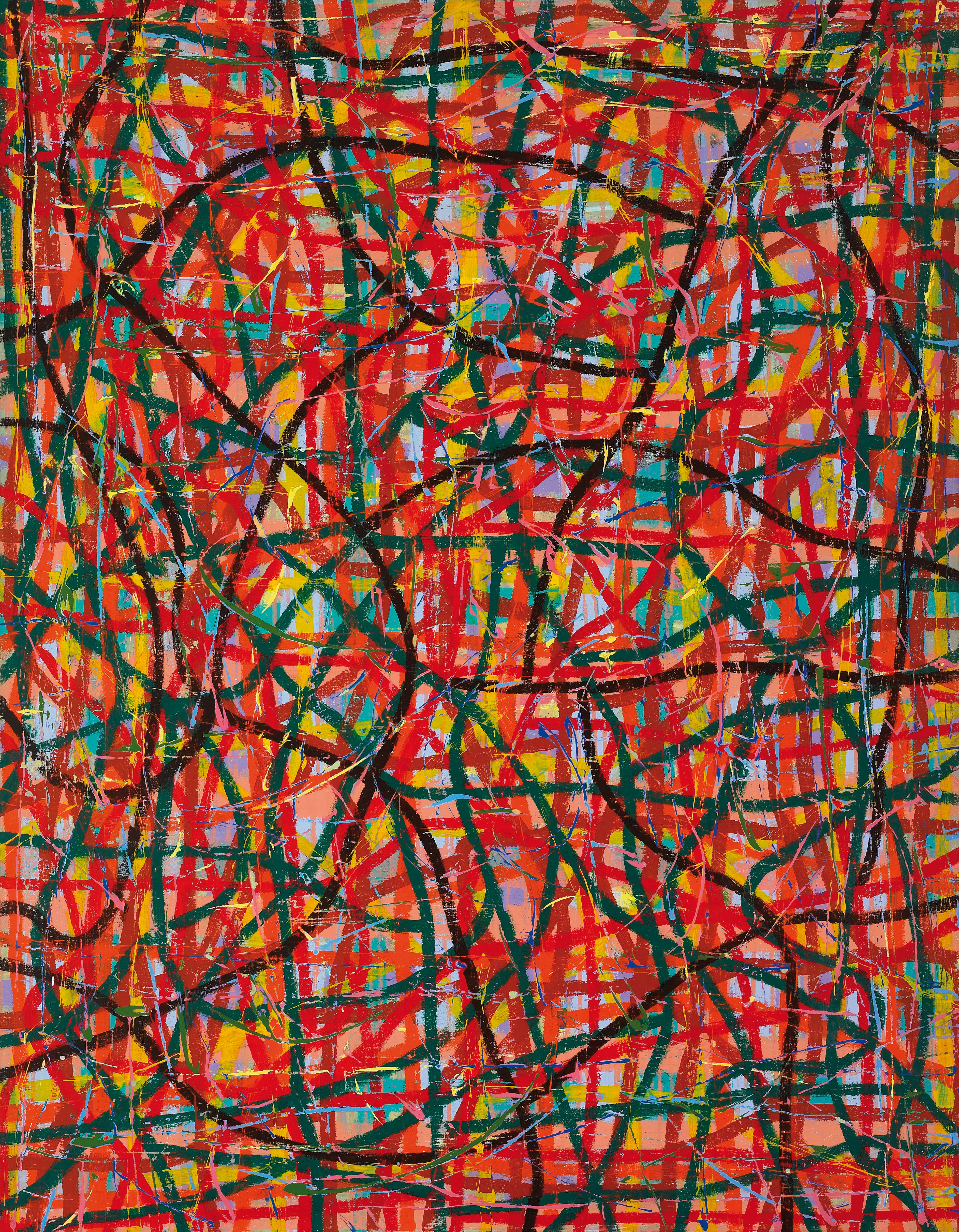
Pablo Rey, Correction 32, NY, 1999
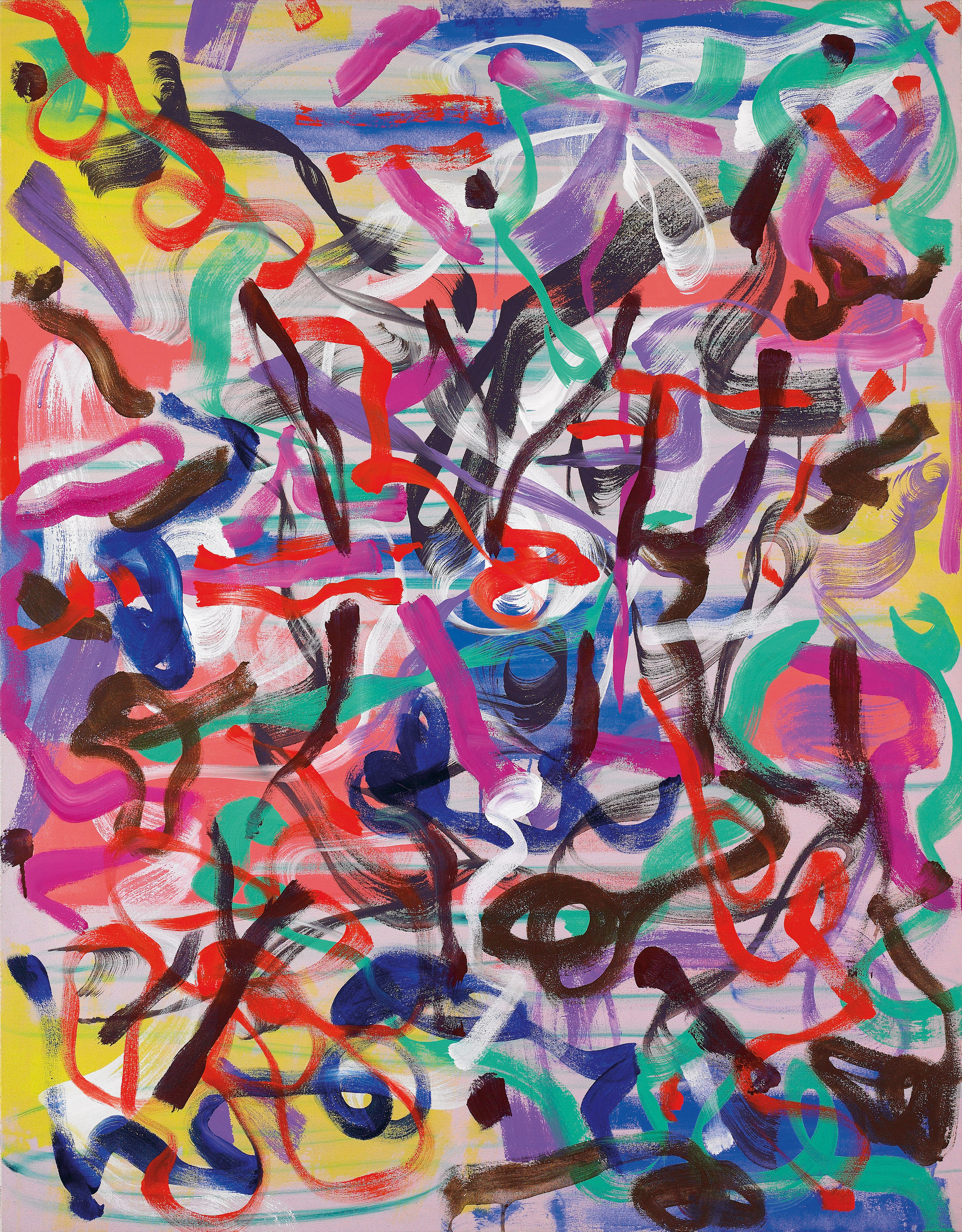
PabloRey, Campo policrónico 56, Bcn 2000
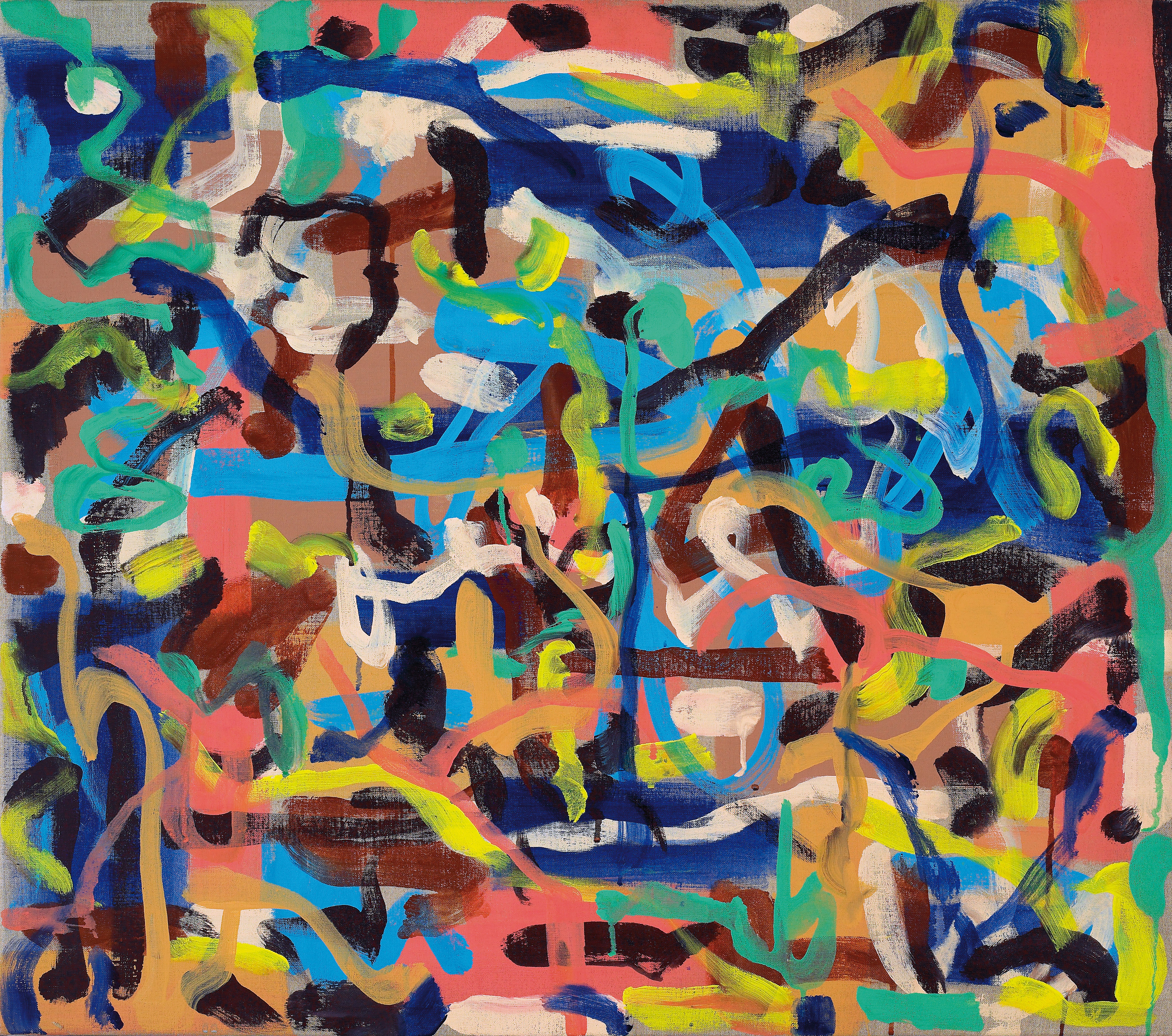
Pablo Rey, Campo policrónico 40, Bcn 2000

## Anexos